# Verfilmungen von Werken Goethes
Von den Werken Johann Wolfgang von Goethe (1749–1832) sind viele mehrfach verfilmt worden. Einige Verfilmungen orientieren sich eng an der Werkvorlage, z. B. Faust (1960) mit Gustaf Gründgens als Mephisto, andere gehen freier mit den Vorlagen um, wie Goethe! von 2010, der Goethes eigenes leben mit der Handlung von Die Leiden des jungen Werthers vermischt. Der Disney-Film Fantasia von 1940 greift nur in einer Szene die Geschichte des Zauberlehrlings auf. Im Folgenden werden alle Filme aufgeführt, die ihren Stoff von ganz oder teilweise von Goethe beziehen. Sortiert sind sie nach dem zugrundeliegenden Werk.  

## Clavigo
- 1959: Clavigo, SFB-Fernsehinszenierung von Werner Völger mit Helmuth Lohner und Ulla Jacobsson.
- 1964: Clavigo, ZDF-Aufzeichnung einer Inszenierung am Schlosspark Theater Berlin unter der Regie von Willi Schmidt.
- 1970: Clavigo (NDR), Inszenierung von Fritz Kortner am Deutschen Schauspielhaus Hamburg, gefilmt von Marcel Ophüls.
- 1978: Clavigo, DDR-Fernsehinszenierung von Gerd Keil mit Jürgen Hentsch in der Titelrolle.
- 1982: Clavijo, tschechoslowakischer Fernsehfilm unter der Regie von Lubomír Vajdicka mit Milan Knazko in der Titelrolle.

## Egmont
- 1961: Egmont – Regie: Jean-Paul Carrère, mit Michel Piccoli (Fernsehfilm)
- 1962: Egmont – Regie: Reinhart Spörri, mit Lola Müthel, Max Eckard, Wolfgang Büttner, Paul Verhoeven (Fernsehfilm)
- 1967: Egmont – Regie: Oscar Fritz Schuh, mit Alice Treff, Walther Reyer, Hans Häckermann, Bernhard Minetti (Fernsehfilm)
- 1968: Egmont – Regie: Kris Betz, mit Joanna Geldof, Marcel Hendrickx, Tom van Beek, Frans van der Lingen (Fernsehfilm)
- 1982: Egmont – Regie: Franz Peter Wirth, mit Manfred Zapatka, Catherine Frot, Rolf Boysen,  Rolf Becker (Fernsehfilm)
- 1989: Egmont – Regie: Friedo Solter, mit Gabriele Heinz, Ulrich Mühe, Dieter Mann, Otto Mellies (Fernsehfilm)

## Faust. Eine Tragödie.
Zahlreiche Filme beziehen sich auf den Fauststoff. Hier finden sich Filme mit eindeutigem Bezug zu Goethes Interpretation.

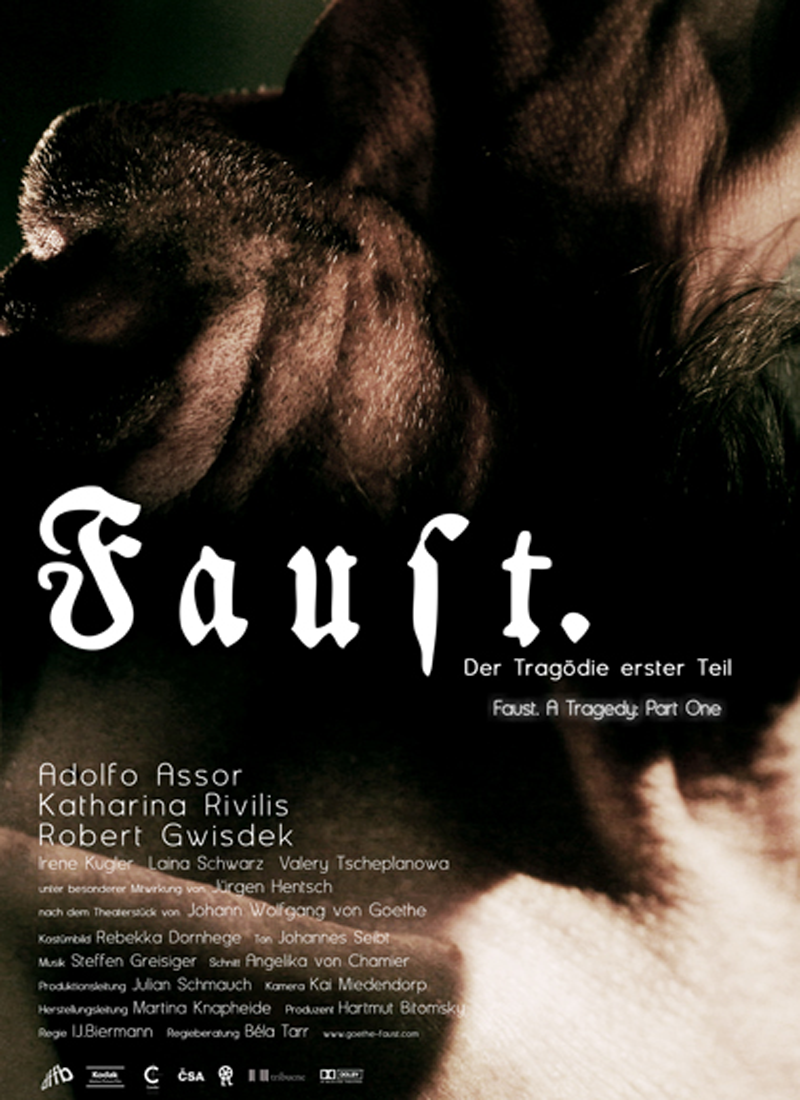
Filmplakat der Adaption von 2009

- 1926: Faust – eine deutsche Volkssage. Deutschland, Regie: Friedrich Wilhelm Murnau, mit Gösta Ekman als Faust, Emil Jannings als Mephisto
- 1960: Faust. BR Deutschland, Regie: Peter Gründgens-Gorski, mit Will Quadflieg als Faust und Gustaf Gründgens als Mephistopheles.
- 1987/88: Faust – Vom Himmel durch die Welt zur Hölle. ZDF-Theaterkanal, Deutschland, Regie: Dieter Dorn, mit Helmut Griem als Faust und Romuald Pekny als Mephistopheles.
- Lekce Faust. Tschechien 1994, Regie: Jan Švankmajer, mit Petr Čepek als Faust.
- 1995: A Dream, What Else?. Österreich/Deutschland, Regie: Hans-Jürgen Syberberg. Enthält Verweise auf Faust II.
- 2000: Peter Stein inszeniert FAUST von Johann Wolfgang Goethe. BR Deutschland, Fernsehregie: Peter Schönhofer und Bruno Grimm, mit Christian Nickel und Bruno Ganz als Faust. Die Verfilmung von Peter Steins Mammutprojekt, das bei der Uraufführung auf der EXPO 2000 erstmals die Gesamtinszenierung von Goethes Faust auf die Bühne brachte.
- 2002: 666 – Traue keinem, mit dem du schläfst!. Deutschland, Regie: Rainer Matsutani. Einige Handlungsmotive sind sehr frei der Faust entlehnt.
- 2008/2009: Faust. Der Tragödie erster Teil. Deutschland, Regie: Ingo J. Biermann, mit Adolfo Assor als Faust und Robert Gwisdek als Mephistopheles.
- 2011: Faust. Russland, Regie: Alexander Nikolajewitsch Sokurow
- 2020: Goethes Faust. Deutschland, Regie: Karsten Prühl

## Götz von Berlichingen
- 1925: Götz von Berlichingen zubenannt mit der eisernen Hand, Stummfilm unter der Regie von Hubert Moest mit Eugen Klöpfer in der Titelrolle
- 1978: Götz von Berlichingen mit der eisernen Hand, Regie: Wolfgang Liebeneiner, mit Raimund Harmstorf in der Titelrolle.

## Hermann und Dorothea
- 1961: Hermann und Dorothea, SFB-Fernsehaufzeichnung einer Inszenierung des Renaissance-Theaters Berlin unter der Regie von Ludwig Berger
- 1982: Goethe's Hermann und Dorothea, ORF-Fernsehaufzeichnung einer Inszenierung am Theater in der Josefstadt Wien unter der Regie von Hermann Kutscher.

## Iphigenie auf Tauris
- 1969: Iphigenie auf Tauris, Aufzeichnung des DDR-Fernsehens einer Inszenierung des Deutschen Theaters Berlin in einer Regie von Peter Deutsch mit Inge Keller in der Titelrolle.
- 1979: Iphigenie auf Tauris, Aufzeichnung des ORF einer Inszenierung des Wiener Akademietheaters unter der Regie von Adolf Dresen mit Elisabeth Orth in der Titelrolle.

## Die Leiden des jungen Werthers
- 1938: Werther unter der Regie von Max Ophüls mit Pierre Richard-Willm als Werther und Annie Vernay als Charlotte in einer französischsprachigen Fassung.
- 1949: Begegnung mit Werther unter der Regie von Karl-Heinz Stroux mit Horst Caspar als Werther und Heidemarie Hatheyer als Lotte.
- 1976: Die Leiden des jungen Werthers unter der Regie von Egon Günther mit Hans-Jürgen Wolf als Werther und Katharina Thalbach als Lotte.
- 1982: Die Leidenschaftlichen unter der Regie von Thomas Koerfer, Drehbuch Hans Christoph Buch, mit Sunnyi Melles als Lotte.
- 2008: Werther, Buch und Regie Uwe Janson, mit Stefan Konarske als Werther und Hannah Herzsprung als Lotte.
- 2010: Goethe!, Buch und Regie Philipp Stölzl, mit Alexander Fehling als Goethe und Miriam Stein als Lotte. Der Film zeigt Episoden aus Goethes Leben sowie den Stoff und Entstehungsprozess des Romans.

## Reineke Fuchs
- 1937: Reineke Fuchs, Regie: Władysław Starewicz und Irène Starewicz.
- 1960: Black Fox: The True Story of Adolf Hitler, Regie: Louis Clyde Stoumen. Der Dokumentarfilm verflechtet die Fabel mit dem Leben Adolf Hitlers.
- 1970: Reineke Fuchs, ARD-Fernsehfilm, Regie: Udo Langhoff.
- 1989: Reinike Fuchs, ZDF-Animationsfilm, Regie: Manfred Durniok, Yumen He und Minjin Zhuang.

## Stella
- 1982: Stella, DDR-Fernsehfilm unter der Regie vom Thomas Langhoff mit Jutta Hoffmann in der Titelrolle.

## Torquato Tasso
- 1964: Torquato Tasso – Fernsehspiel, Regie: Josef Gielen – Darsteller: Oskar Werner (Torquato Tasso), Erwin Linder (Alfons II., Herzog von Ferrara), Gisela Hessenbruch (Leonore von Este, Schwester des Herzogs), Susanne Korda (Leonore Sanvitale, Gräfin von Scandiano), Gert Westphal, (Antonio Montecatino, Staatssekretär).
- 1982: Torquato Tasso – Fernsehspiel, Regie: Claus Peymann – Darsteller: Branko Samarovski (Torquato Tasso), Ulrich Pleitgen (Herzog von Ferrara), Barbara Nüsse (Leonore von Este), Kirsten Dene (Leonore Sanvitale), Martin Schwab (Antonio).
- 1984: Torquato Tasso – Fernsehspiel, Regie: Friedo Solter – Deutsches Theater Berlin – Darsteller: Christian Grashof, Torquato Tasso u. a.

## Die Wahlverwandtschaften
- 1974: Wahlverwandtschaften, DDR, Regie Siegfried Kühn, u. a. mit Hilmar Thate als Eduard, Beata Tyszkiewicz als Charlotte, Magda Vasary als Ottilie, Gerry Wolff als Hauptmann
- 1982: Die Wahlverwandtschaften. Frankreich, BR Deutschland 1981/1982, TV-Spielfilm, 118 Min., Regie: Claude Chabrol, Erstsendung: ARD, 4. April 1982, u. a. mit Helmut Griem als Eduard Otto, Stéphane Audran als Charlotte, Michael Degen als Hauptmann Otto, Pascale Reynaud als Ottilie
- 1986: Tarot, BRD, Regie: Rudolf Thome, u. a. mit Vera Tschechowa, Hanns Zischler
- 1986: Wahlverwandtschaften, DDR-Fernsehaufzeichnung einer Tanztheater-Adaption der Komischen Oper Berlin unter der Regie von Tom Schilling.
- 1996: Wahlverwandtschaften (Le Affinità Elettive), Italien/Frankreich, Regie: Paolo Taviani und Vittorio Taviani
- 2010: Mitte Ende August, Deutschland, 88 Min., Regie: Sebastian Schipper, u. a. mit Marie Bäumer, Milan Peschel

## Wilhelm Meisters Lehrjahre
- 1974/1975: Falsche Bewegung – freie Adaption des Romans, BR Deutschland, Spielfilm, 103 Min. Regie: Wim Wenders, Drehbuch: Peter Handke, Kamera: Robby Müller, Musik: Jürgen Knieper. Produktion: WDR, Solaris, München, Erstsendung: 25. Juni 1976. Darsteller: Rüdiger Vogler als Wilhelm Meister, Hans Christian Blech als Laertes, Hanna Schygulla als Therese Farner, Nastassja Kinski als Mignon. Inhaltsangabe von Filmportal.de
- 1978: Michael Mrakitsch verfilmte den Roman für das Fernsehen (mit Christine Buchegger, Gertraud Jesserer, Johanna Mertinz und Hanns Zischler).[1]

## Der Zauberlehrling
- 1940: Fantasia
- 1999: Fantasia 2000
- 2010: Duell der Magier
- 2017: Der Zauberlehrling, ZDF-Kinderfilm unter der Regie von Frank Stoye mit Max Schimmelpfennig in der Titelrolle.